# Srečko Rojs
Srečko Rojs (tudi Feliks J. Rojs), slovenski pomorski častnik in partizan, * 21. maj 1909, Osek pri Sv. Trojici, Slovenske gorice, † 19. oktober 1952, Maribor.

## Življenjepis
Osnovno šolo je končal v rojstnem kraju, maturiral pa je leta 1928 na mariborski gimnaziji. Zaradi zanimanja za vojaški poklic se je istega leta vpisal na pomorsko vojaško akademijo v Dubrovniku; šolanje je uspešno končal leta 1931.
Od avgusta 1931 do septembra 1933 je služboval na ladji Sitnica. Nato je od oktobra 1933 do maja 1934 bil na artilerijskem vojaškem tečaju, nakar je bil dodeljen posadki rušilca Dubrovnik. V času njegovega služenja na tej ladji je bil ubit Aleksander Karađorđević, tako da je Rojs sodeloval pri transportu njegovega trupla iz Marseilla nazaj v Jugoslavijo.